# Günter Hellwing
Günter Hellwing est un SS-Hauptsturmführer allemand du Sicherheitsdienst (SD) et un homme politique appartenant au Parti social-démocrate d'Allemagne (SPD), criminel de guerre nazi, né le 29 mars 1914 à Vormholz et mort le 22 avril 1996 à Mülheim.

## Biographie
De 1943 à 1944, il est également le chef de la Gestapo à Marseille et en dirige la préfecture de police. Il fut impliqué dans la Rafle de Marseille et la destruction de la vieille ville, l'expulsion et l'arrestation de ses habitants et la déportation des Juifs vers les camps d'extermination.
Un tribunal militaire de Marseille le condamne à mort en 1954 pour ses crimes en tant que chef de la Gestapo à Marseille. 
Après la guerre, Hellwing rejoint le SPD et devient le chef de la police criminelle à Mülheim.
Il est vice-président du SPD à Bottrop de 1955 à 1956 et de 1958 à 1961. Il fut élu député de 1957 à 1958 au Landtag de Rhénanie-du-Nord-Westphalie . Il devint membre du conseil municipal de Bottrop de 1958 à 1961. Il rejoint le comité exécutif du SPD en 1958,.